# Mansfield Park (mini-série)
Pour les articles homonymes, voir Mansfield Park (homonymie).
Mansfield Park est une mini-série en six épisodes d'environ 50 minutes réalisée par David Giles, produite par Betty Willingale, diffusée du 6 novembre au 11 décembre 1983 sur BBC Two. C’est la première adaptation fidèle du roman éponyme de Jane Austen (publié en 1814) par le scénariste Kenneth Taylor (en).
Cette série est inédite dans tous les pays francophones.

## Fiche technique
- Titre : Mansfield Park
- Réalisation : David Giles
- Scénario : Kenneth Taylor (en)
- Photographie : Chris Wickham, Trevor Wimlett
- Montage : Stan Pow
- Décors : John Bone
- Costumes : Ian Adley
- Musique originale : Derek Bourgeois
- Production : Betty Willingale

## Distribution
- Sylvestra Le Touzel : Fanny Price
- Nicholas Farrell : Edmund Bertram
- Bernard Hepton : Sir Thomas Bertram
- Samantha Bond : Maria Bertram
- Liz Crowther (en) : Julia Bertram
- Anna Massey : Mrs Norris
- Jackie Smith-Wood (en) : Mary Crawford
- Robert Burbage : Henry Crawford
- Angela Pleasence : Lady Bertram
- Jonathan Stephens : James Rushworth
- Christopher Villiers : Tom Bertram
- David Buck : Mr Price
- Alison Fiske : Mrs Price
- Allan Hendrick : William Price
- Robin Langford (en) : Mr Yates
- Peter Finn : Mr Norris
- Susan Edmonstone : Mrs Grant
- Eryl Maynard : Susan Price
- Gillian Martell : Mrs Rushworth
- Jonny Lee Miller : Charles Price
- Gorden Kaye (en) : Dr Grant
- Paul Davies Prowles : Sam Price
- Katy Durham-Matthews : Fanny jeune
- Giles Ashton : Tom jeune
- Sharon Beare : Julia jeune
- Alex Lowe : Edmund jeune
- Alys Wallbank : Maria jeune
- Vivienne Moore : Rebecca
- Neville Phillips : Baddely
- Claire Simmons : Betsey Price

## Lieux de tournage

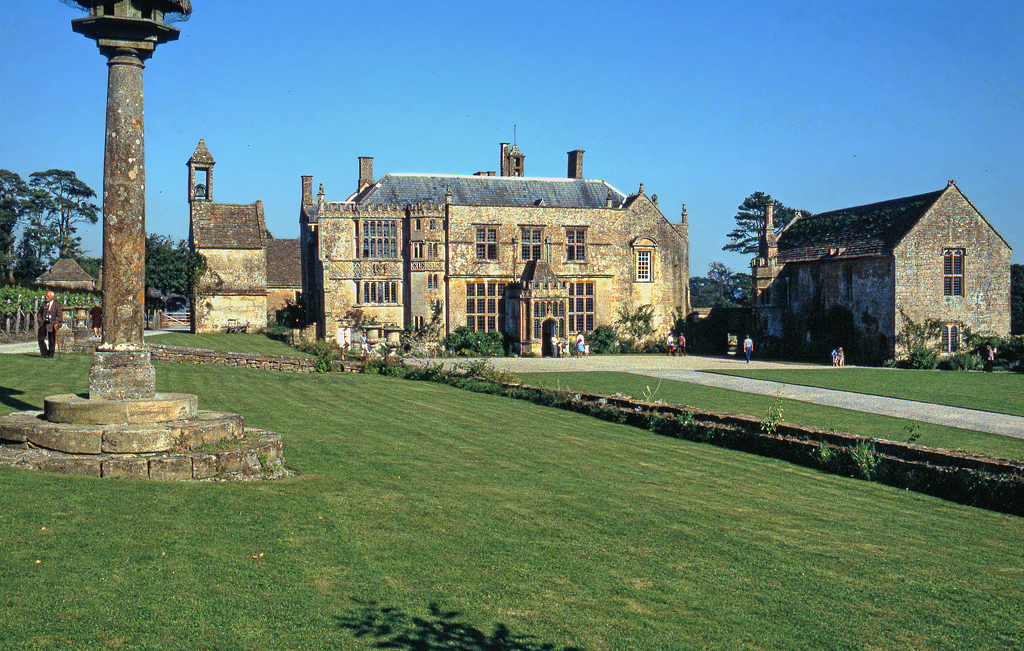
Brympton House figure Sotherton Court
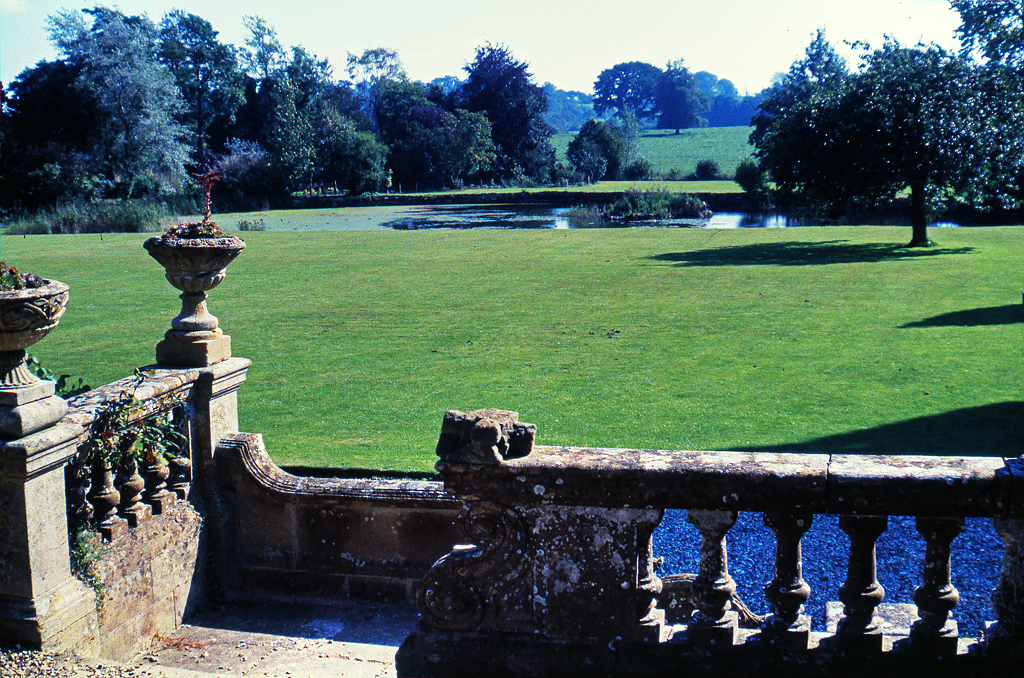
Brympton Park
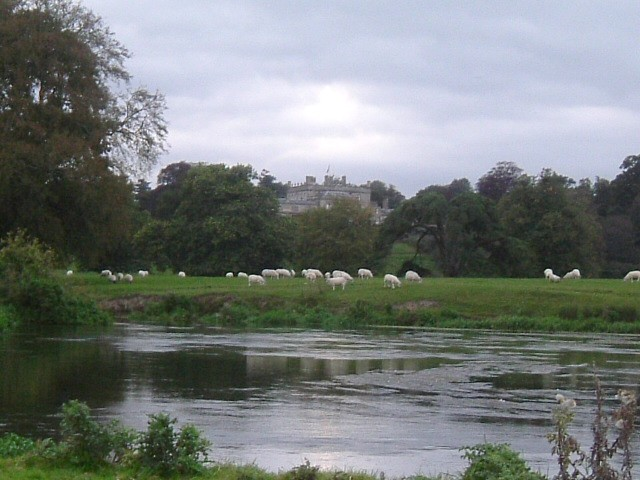
Somerley House figure Mansfield Park

- Brympton d'Evercy, Yeovil, Somerset, Angleterre, Royaume-Uni

Sotherton Court
- Somerley, Ringwood, Hampshire, Angleterre, Royaume-Uni

Mansfield Park